# مسجد سيدي قويسم
مسجد سيدي قويسم هو مسجد من مساجد مدينة تونس، يقع بربض باب سويقة.

## الموقع
يقع بباب سويقة، نهج ناصر بن جعفر، عدد 39.

## التّسمية
استمدّ المسجد تسميته من اسم مؤسّسه الشّيخ محمد قويسم النواوي، كان مدرّس الحديث النّبوي بجامع سيدي محرز، ولد سنة 1623 ميلادي الموافق ل1032 هجري وتوفّي سنة 1702 ميلادي الموافق ل1114 هجري.

## معرض الصّور

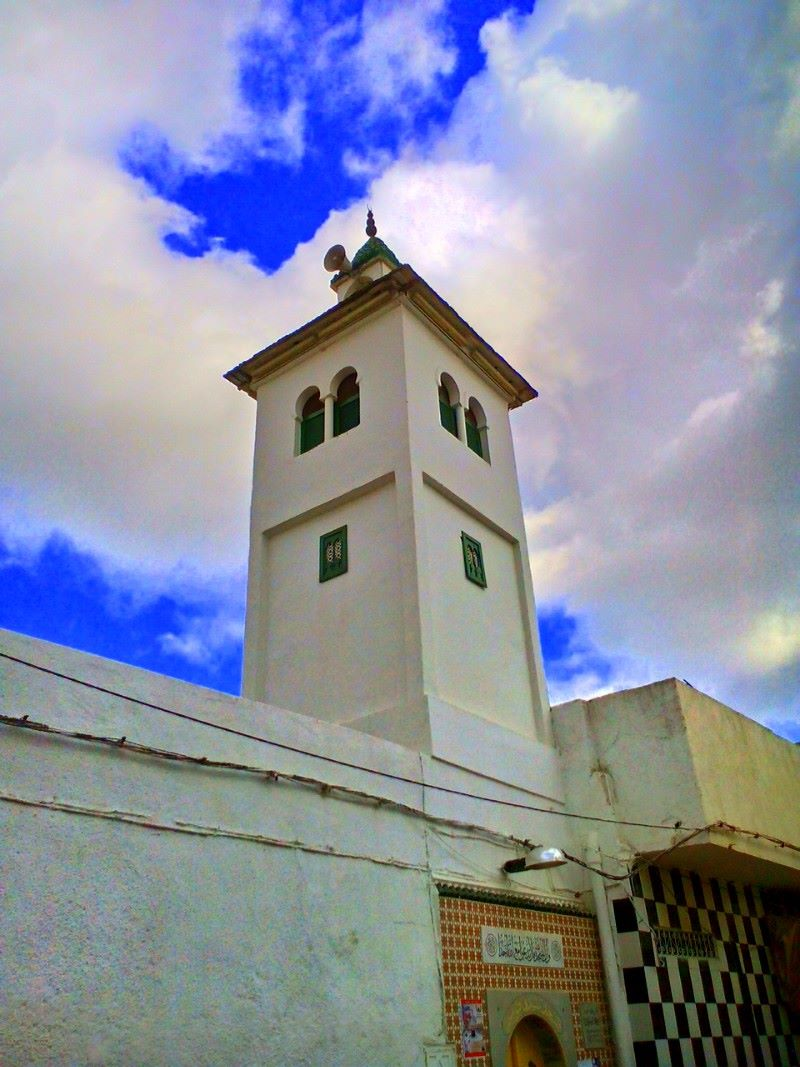
المئذنة
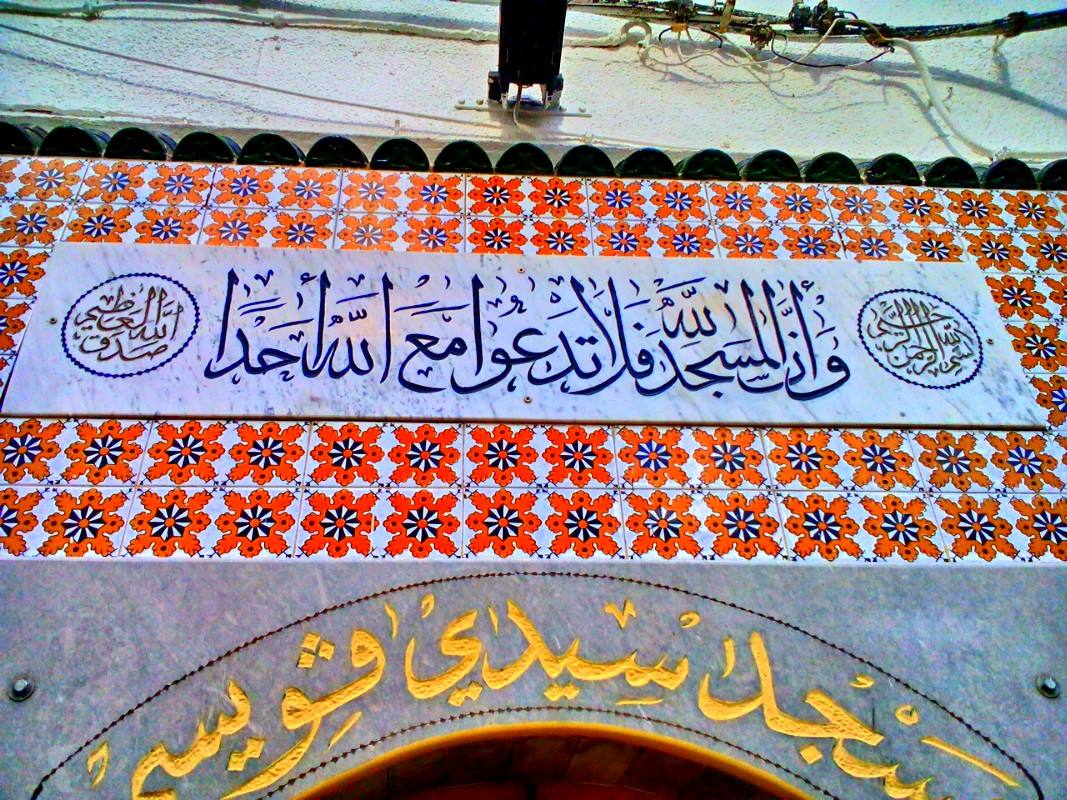
لوحة رخاميّة مكتوب عليها آية قرأنيّة
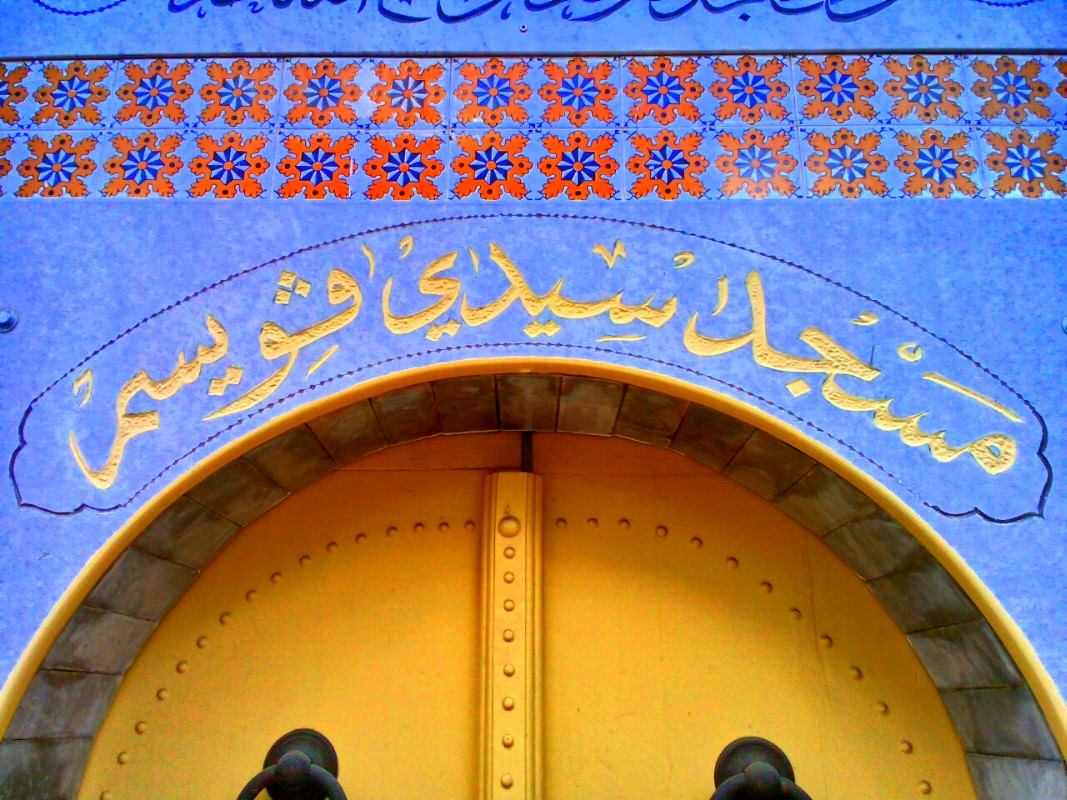
لوحة رخاميّة مكتوب عليها اسم المسجد
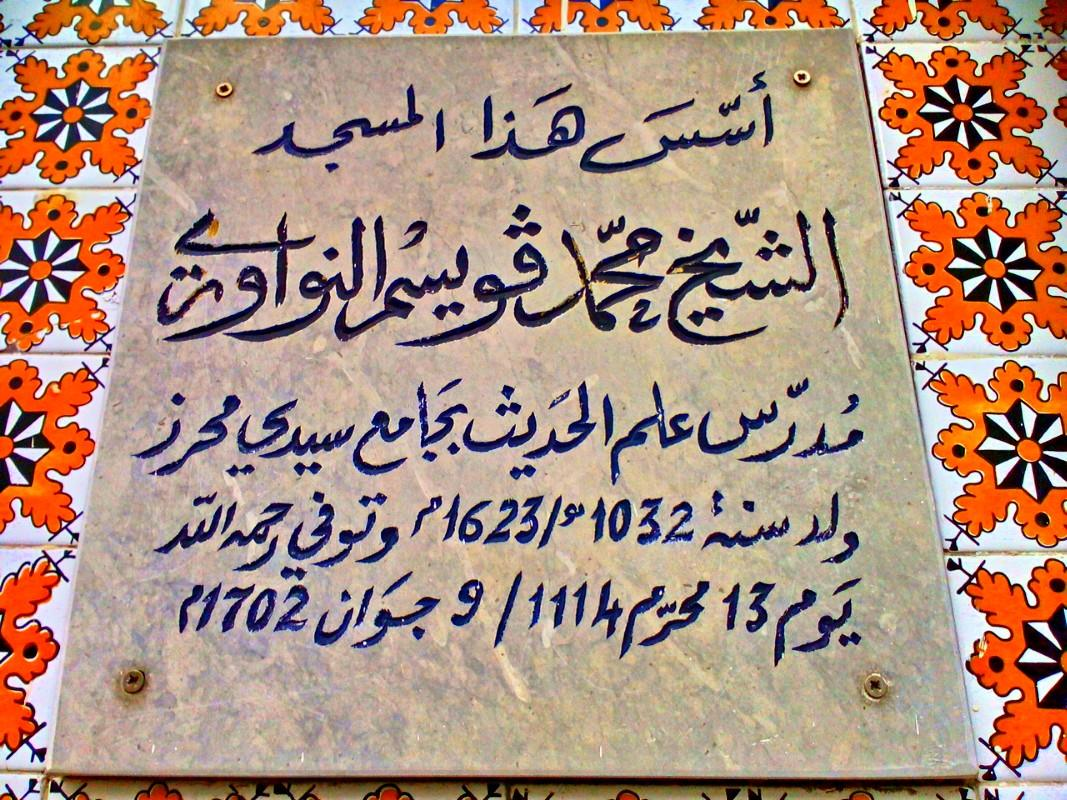
لوحة كتب عليه اسم مؤسّس و تاريخ تأسيس المسجد
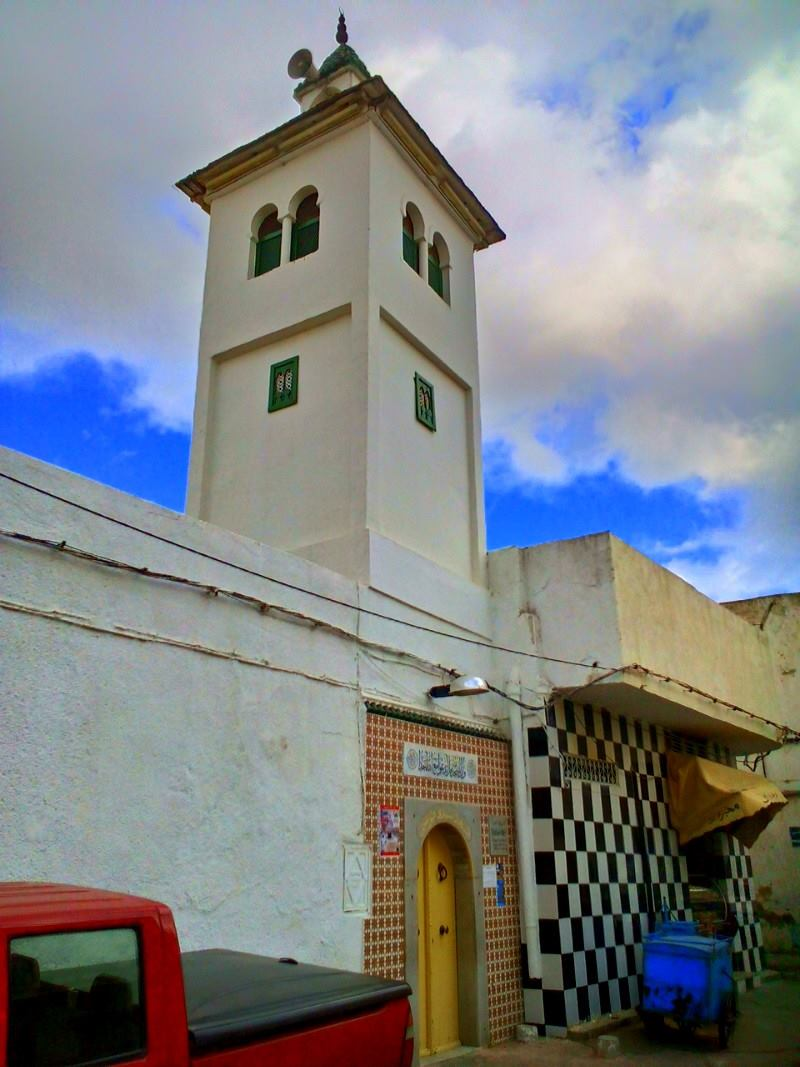
صورة لمدخل المسجد والمئذنة